# Slokstarr
Slokstarr (Carex pseudocyperus) är en gräslik växtart inom familjen halvgräs.